# 利曼西克 (列尼區)
45°25′55″N 28°24′45″E / 45.43194°N 28.41250°E
利曼斯凱（烏克蘭語：Лиманське）是位於烏克蘭西南部的村莊，由敖德萨州伊茲梅爾區的雷尼市鎮負責管轄。該村始建於1812年，面積3.35平方公里，海拔高度26米，2001年人口3,302，人口密度每平方公里985.67人。